# Лангенарген
Лангенарген (њем. Langenargen) општина је у њемачкој савезној држави Баден-Виртемберг. Једно је од 23 општинска средишта округа Бодензе. Према процјени из 2010. у општини је живјело 7.777 становника. Посједује регионалну шифру (AGS) 8435030.

## Географски и демографски подаци
Лангенарген се налази у савезној држави Баден-Виртемберг у округу Бодензе. Општина се налази на надморској висини од 399 метара. Површина општине износи 15,3 km². У самом мјесту је, према процјени из 2010. године, живјело 7.777 становника. Просјечна густина становништва износи 509 становника/km².

## Међународна сарадња
| Мјесто     | Држава     | Врста сарадње | Од    |
| ---------- | ---------- | ------------- | ----- |
| Боа ле Роа | Француска  | партнерство   | 1991. |
| Арбон      | Швајцарска | пријатељство  | 2000. |
| Извор      |            |               |       |